# Estação Saint-Germain-des-Prés
Saint-Germain-des-Prés é uma estação da linha 4 do Metrô de Paris, localizada no 6.º arrondissement de Paris.

## Localização
A estação está situada no boulevard Saint-Germain, não longe do cruzamento com a rue de Rennes e a rue Bonaparte.

## História
A estação foi aberta em 9 de janeiro de 1910.

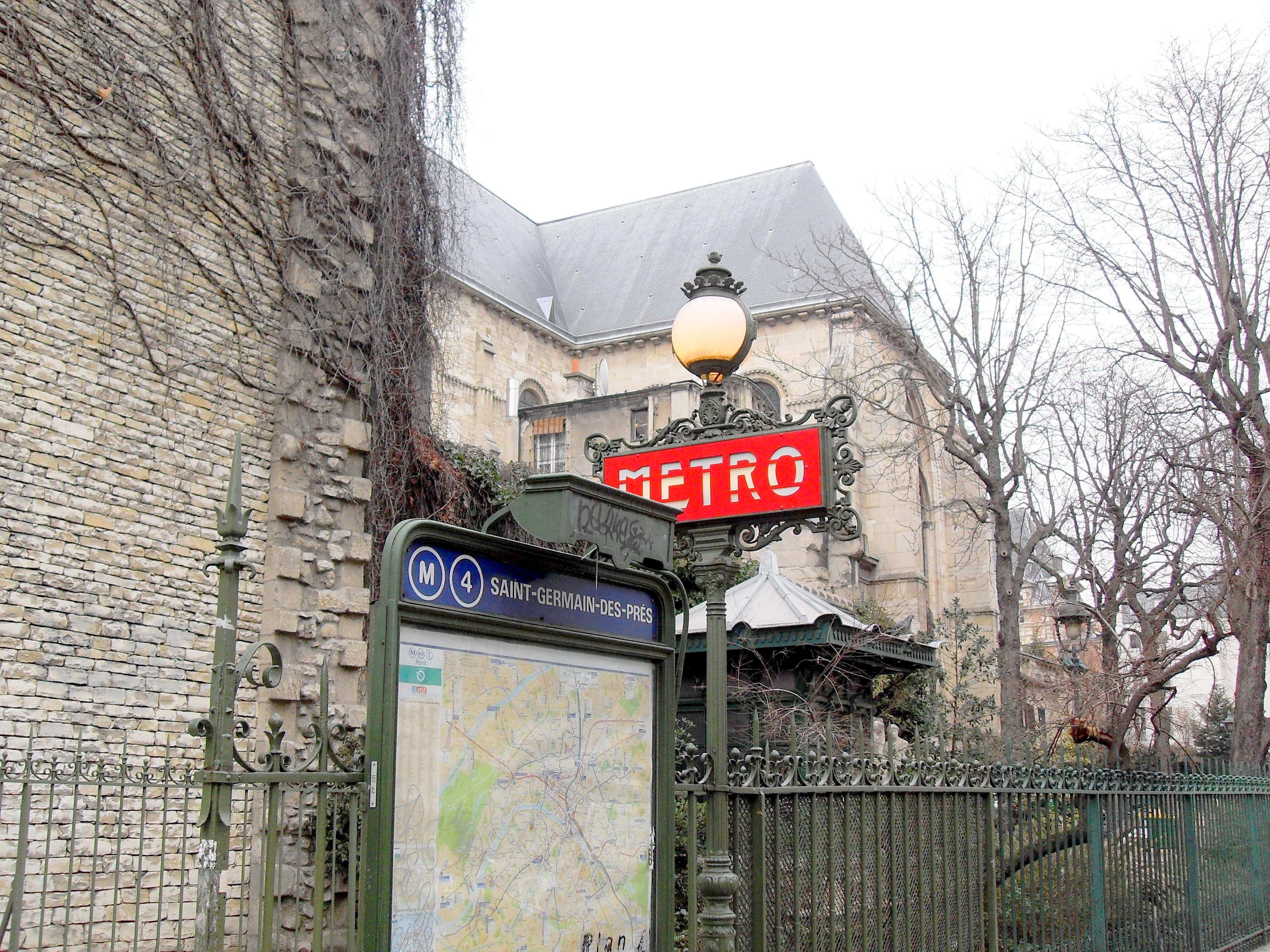
Candelabro Val d'Osne da entrada da estação antes de a igreja de Saint-Germain-des-Prés

Ela situa no boulevard Saint-Germain, entre o cruzamento da rue de Rennes e a rue du Four.
Seu nome vem da igreja de Saint-Germain-des-Prés e da place Saint-Germain-des-Prés. Quildeberto I, filho de Clóvis, construiu uma basílica a pedido de são Germano, bispo de Paris. Este último foi enterrado, na igreja que então assumiu seu nome. Se adicionou o qualificativo "des-Prés" pela proximidade de Près-aux-Clercs e para a distinguir de Saint-Germain-le-Vieux construída na cidade.
Até 2016, as plataformas foram dotadas com uma decoração evocando a história da criação literária no bairro. Trechos de obras literárias foram projetados na abóbada, a estação sendo desprovida dos habituais painéis publicitários. Vitrines apresentavam narrativas de jovens talentos da literatura. Esses ornamentos foram arquivados em 2016, assim como as duas rampas luminosas "Andreu-Motte" em 2017 devido o trabalho preparatório da automatização da linha que passava pela modernização de várias estações.
Em 2011, 4 548 167 passageiros entraram nesta estação. Ela viu entrar 4 498 265 passageiros em 2013, o que a coloca na 101ª posição das estações de metrô por sua frequência.

## Serviços aos Passageiros

### Acessos
Cada uma das duas saídas da estação, situadas em ambos os lados do boulevard Saint-Germain, logo ao lado da igreja de mesmo nome, é decorada de um candelabro Val d'Osne.

### Intermodalidade
A estação é servida pelas linhas 39, 63, 70, 86, 87, 95, 96 e a linha com uma vocação turística OpenTour da rede de ônibus RATP e, à noite, pelas linhas N01, N02, N12 , N13 da rede Noctilien.

## Plataformas
- Abadia de Saint-Germain-des-Prés
- Saint-Germain-des-Prés
- Café de Flore
- Les Deux Magots